# 奧希坎戈
奧希坎戈（英语：Oshikango）是非洲西南部國家納米比亞的城鎮，由奧漢圭納區負責管轄，位於該國北部奧沙卡蒂以北約50公里，毗鄰與安哥拉接壤的邊境，海拔高度1,099米，2010年人口估計約2,850。

## 外部連結
- Map of Oshikango （页面存档备份，存于）

17°24′S 15°53′E / 17.400°S 15.883°E